# Maciej Zaborowski
Maciej Gustaw Zaborowski (ur. 10 lutego 1984 w Warszawie) – polski adwokat, prawnik, działacz społeczny. Od 2018 członek Trybunału Stanu.

## Życiorys

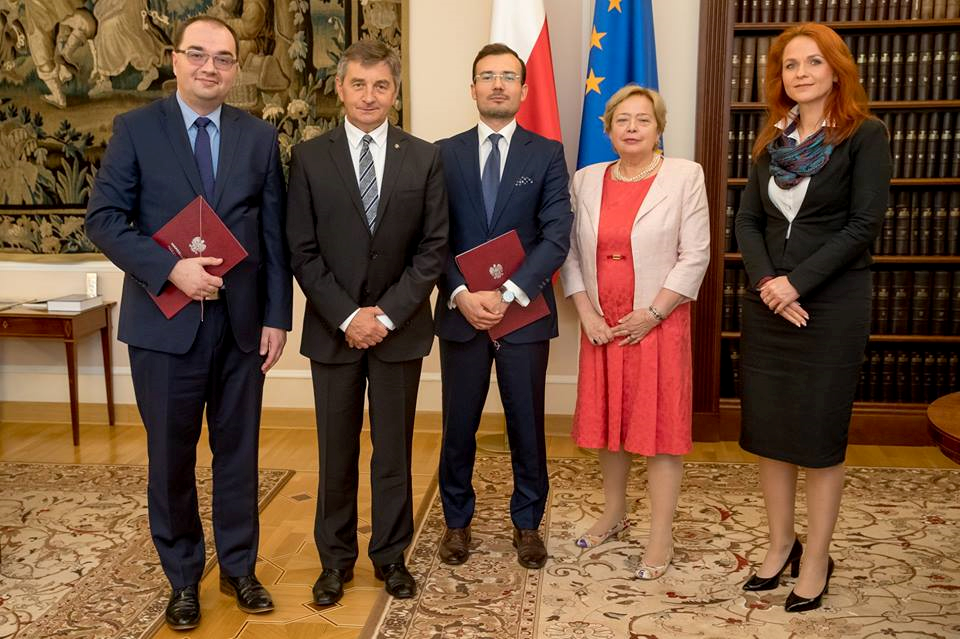
Wręczenie aktu powołania na sędziego Trybunału Stanu, 2018 r.

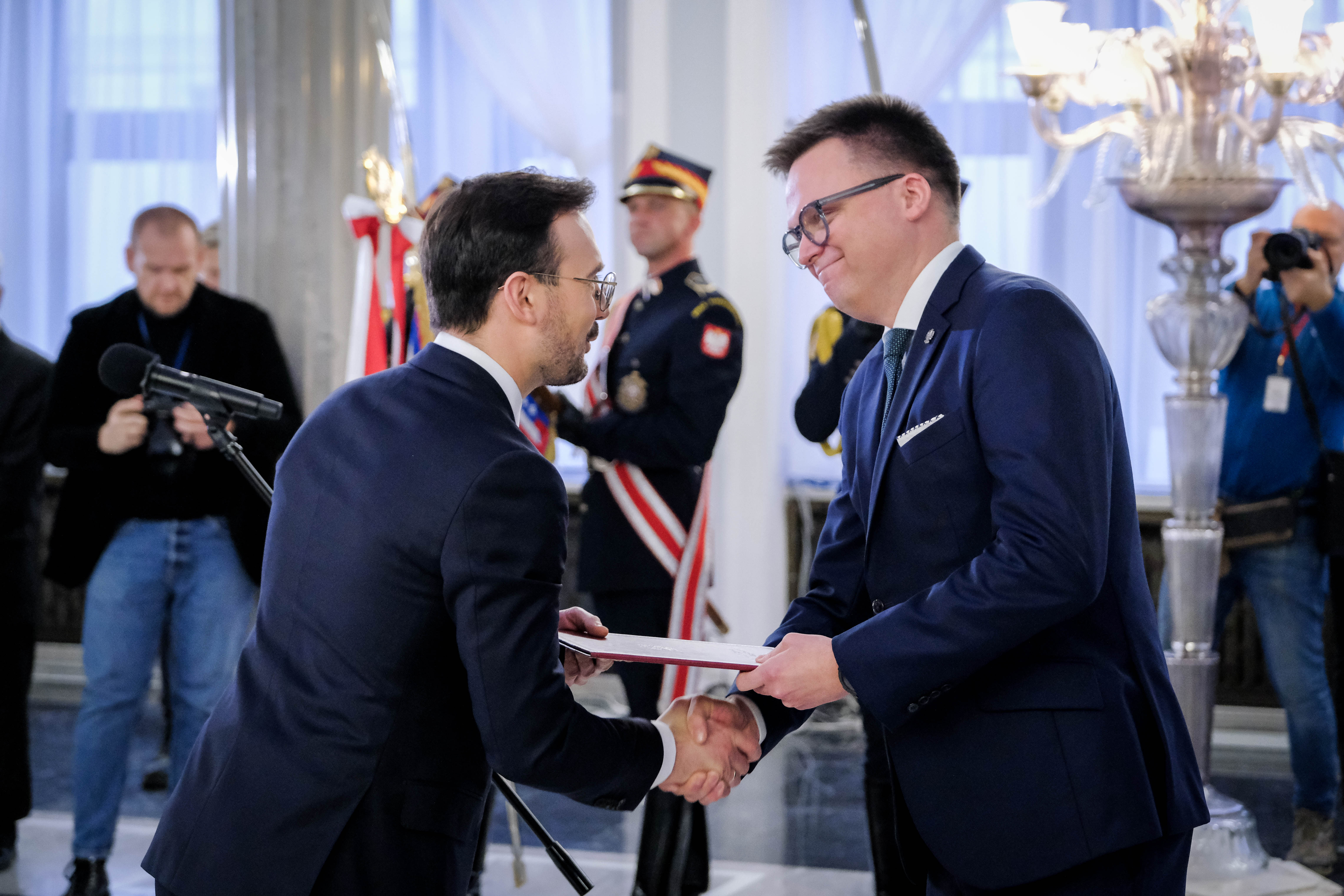
Wręczenie aktu powołania na sędziego Trybunału Stanu, 2023 r.

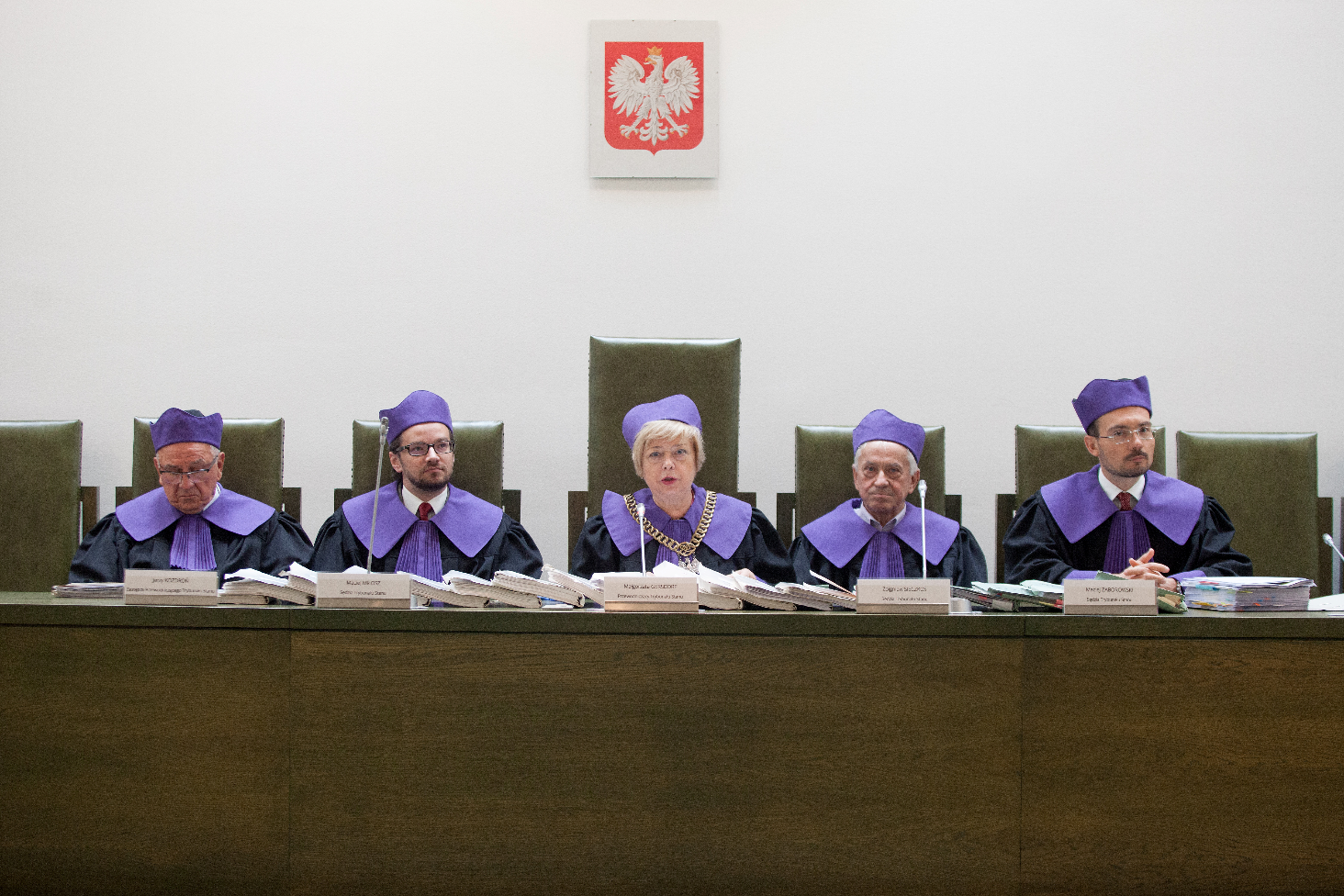
Praca w Trybunale Stanu.

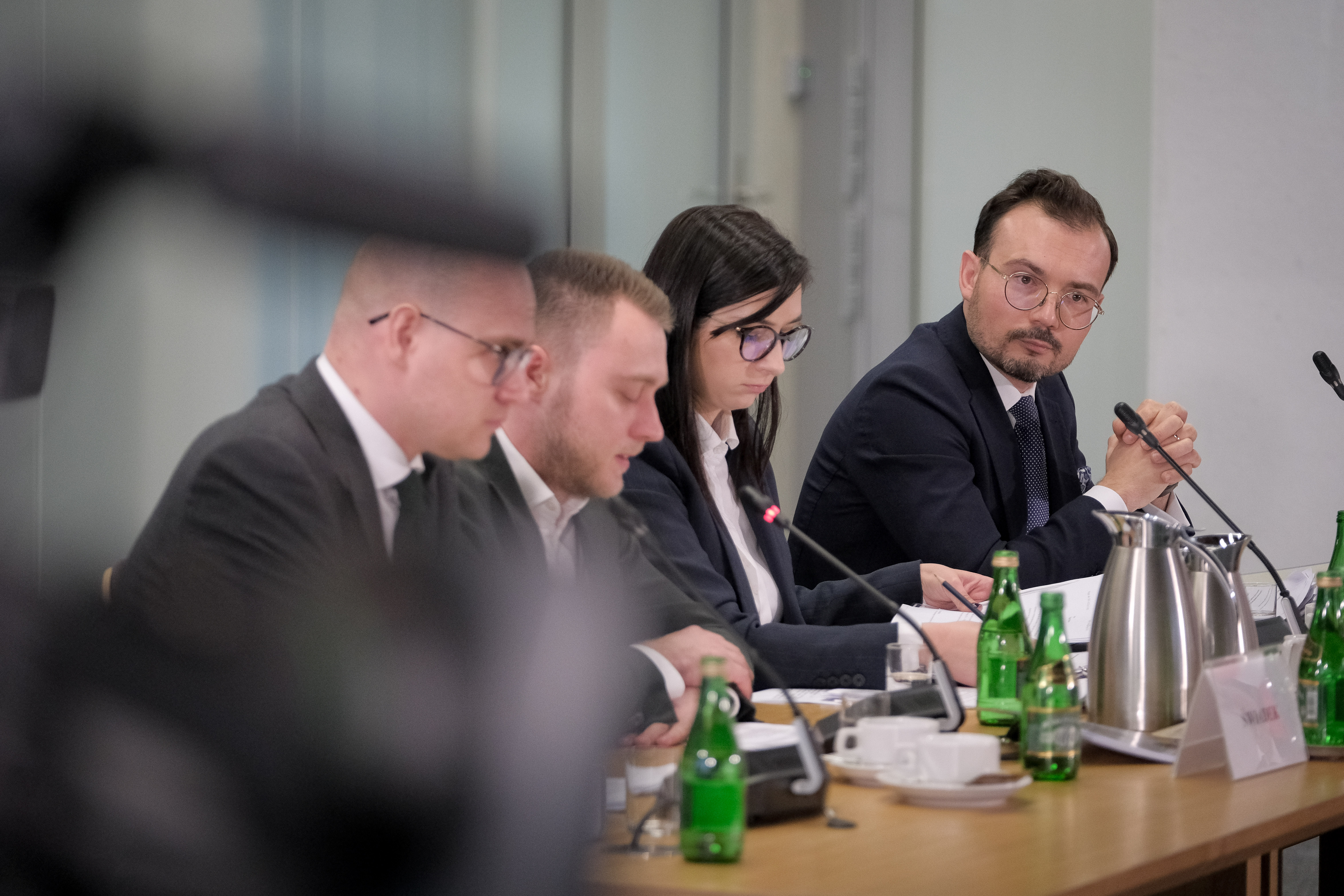
Przesłuchanie przed sejmową komisją śledczą ds. afery wizowej.

Jest absolwentem warszawskiego Liceum Ogólnokształcącego im. Joachima Lelewela. Dyplom z zakresu prawa zdobył na Wydziale Prawa i Administracji Uniwersytetu Warszawskiego. Ukończył także program ALP na Harvard Law School oraz studia podyplomowe z zakresu prawa własności intelektualnej na WPiA UW, a także studia podyplomowe z zakresu prawa dowodowego na Wydziale Prawa i Administracji Uniwersytetu Kardynała Stefana Wyszyńskiego w Warszawie.
W latach 2009–2012 odbył aplikację w Izbie Adwokackiej w Warszawie pod patronatem Piotra Kruszyńskiego, zakończoną zdanym egzaminem adwokackim. Jest także absolwentem Center for American Law Studies (wspólna inicjatywa Uniwersytetu Stanowego na Florydzie oraz WPiA), Leadership Academy for Poland prowadzonej przez wykładowców z Harvard Kennedy School of Government, XVI Szkoły Liderów Społeczeństwa Obywatelskiego założonej przez Zbigniewa Pełczyńskiego oraz Akademii Młodych Dyplomatów (Europejska Akademia Dyplomacji) – specjalizacja: służba zagraniczna.
W latach 2005–2007 pracował w Ministerstwie Sprawiedliwości. W latach 2008–2010 pracował w Sejmie, gdzie był m.in. współautorem raportu z (tzw. komisja hazardowa). 

### Praktyka adwokacka i gospodarcza
Jako adwokat reprezentował m.in. ministra sprawiedliwości Zbigniewa Ziobrę, byłą prezes Rady Ministrów Beatę Szydło wraz z rodziną, Marszałek Sejmu Elżbietę Witek, prezesa PKN Orlen Daniela Obajtka, posła Przemysława Wiplera, posła Patryka Jakiego, posłankę Joannę Lichocką, dziennikarza Bogdana Rymanowskiego, dziennikarkę i podróżniczkę Beatę Pawlikowską byłego senatora RP Tomasza Misiaka, byłego Szefa Kancelarii Prezesa Rady Ministrów Michała Dworczyka, byłego podsekretarz stanu w Ministerstwie Skarbu Państwa Rafała Baniaka, byłego redaktora naczelnego m.in. "Super Expressu" i "Przekroju” Mariusza Z., biznesmena Sabriego Bekdasa, dziennikarza Cezarego Gmyza, dziennikarkę Dorotę Kanię oraz Anitę Gargas, prezenterkę telewizyjną i byłą Miss Polonia Marcelinę Zawadzką, historyka Jerzego Targalskiego, europosła Janusza Korwin-Mikke, byłego prezesa Idea Banku Jarosława Augustyniaka w aferze GetBack, muzyków Tomasza Bielskiego i Zbigniewa Kucharskiego, historyka Sławomira Cenckiewicza, a także matkę zamordowanej harfistki ws. podwójnego zabójstwa w Filharmonii Dolnośląskiej i Mieszka R. oskarżonego o zabójstwo na kampusie UW.
Występował w procesach zarówno cywilnych jak i karnych m.in. przeciwko byłemu ministrowi sprawiedliwości Zbigniewowi Ćwiąkalskiemu, byłemu premierowi Leszkowi Millerowi, reżyserowi Kazimierzowi Kutzowi, dziennikarzowi Tomaszowi Lisowi, biznesmenowi Janowi Kulczykowi, posłowi Januszowi Palikotowi, detektywowi Krzysztofowi Rutkowskiemu, czy byłemu prezesowi PZU Jaromirowi Netzlowi.
W grudniu 2015 wybrany do składu rady nadzorczej PKP Intercity, gdzie objął funkcję wiceprzewodniczącego rady. W styczniu 2016 wybrany do składu rady nadzorczej PZU, gdzie objął funkcję sekretarza.

### Działalność ekspercka i społeczna
Ekspert Ministerstwa Sprawiedliwości w zakresie zmian w prawie karnym. Współautor nowelizacji do kodeksu karnego, kodeksu karnego wykonawczego, kodeksu postępowania karnego, w tym m.in. dotyczącej tzw. konfiskaty rozszerzonej, rozszerzonej odpowiedzialności karnej biegłych sądowych, tzw. przestępstwa niealimentacji oraz odpowiedzialności podmiotów zbiorowych za czyny zabronione pod groźbą kary.
W latach 2020–2021 ekspert Komisji ds. Reformy Nadzoru Właścicielskiego Ministerstwa Aktywów Państwowych, autor nowelizacji części karnej przepisów Kodeksu spółek handlowych oraz przepisów dot. tzw. doradcy rady nadzorczej.
28 lutego 2018 wybrany przez większość sejmową na członka Trybunału Stanu (w miejsce zmarłego profesora Bogusława Banaszaka). 21 listopada 2019 ponownie wybrany przez Sejm RP na członka Trybunału Stanu.
W lipcu 2022 powołany na doradcę Prezesa Zarządu organizacji zrzeszającej przedsiębiorców w Polsce Pracodawcy RP.
W listopadzie 2023 po raz trzeci wybrany z rekomendacji klubu poselskiego Prawo i Sprawiedliwość na członka Trybunału Stanu. 

## Odznaczenia i wyróżnienia

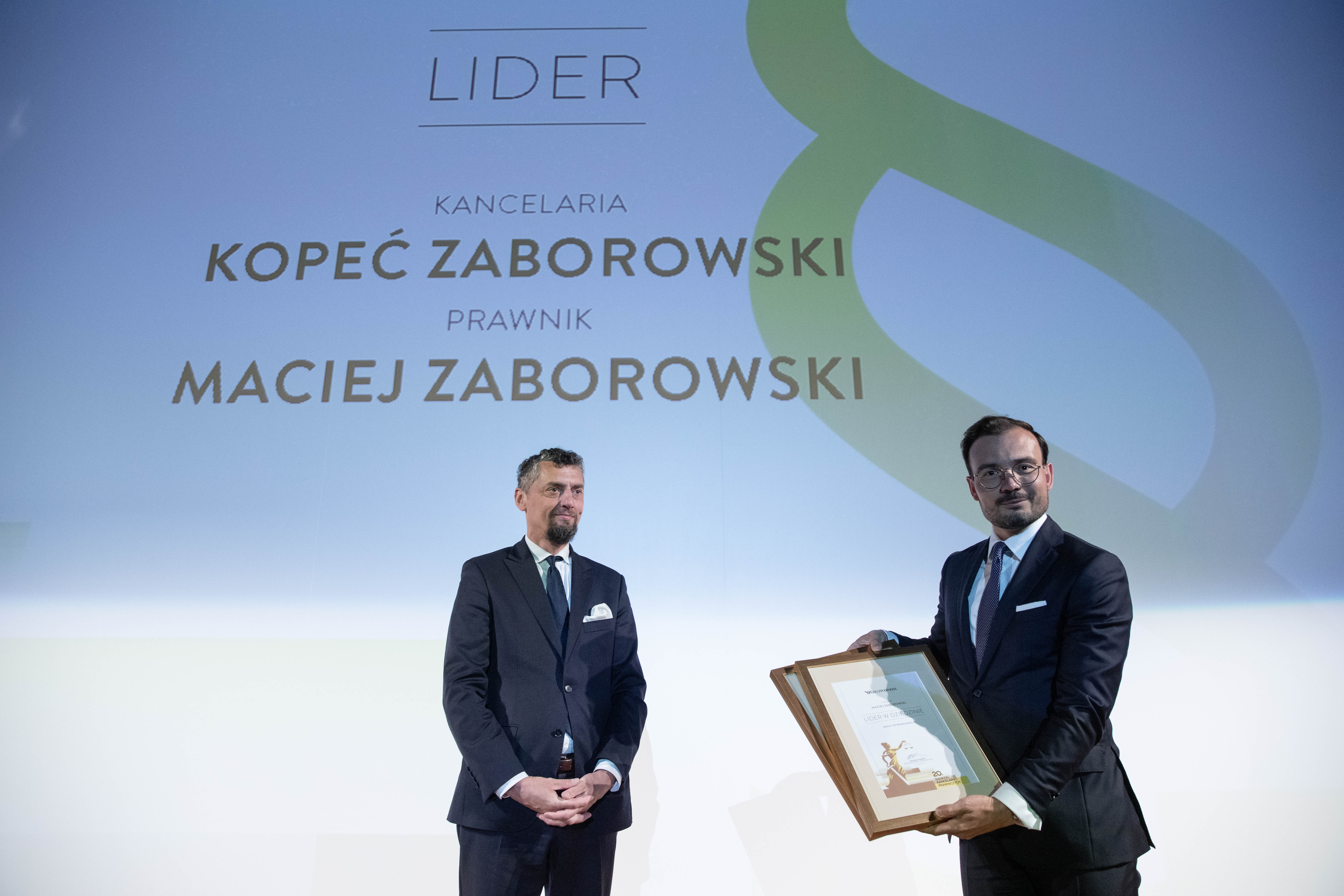
Wręczenie nagród na Gali dziennika Rzeczpospolita, 2022 r.

Znalazł się wśród 30 finalistów ogólnopolskiego konkursu Rising Stars – Prawnicy Liderzy Jutra 2015, organizowanego przez „Dziennik Gazetę Prawną” oraz wydawnictwo Wolters Kluwer pod patronatem m.in. prezesa Naczelnej Rady Adwokackiej oraz prezesa Krajowej Izby Radców Prawnych.
W grudniu 2018 w uznaniu osiągnięć zawodowych i zaangażowania społecznego został uhonorowany przez Europejską Akademię Dyplomacji nagrodą Alumna Roku 2018.
W lutym 2019 odznaczony przez prezydenta RP Medalem Stulecia Odzyskanej Niepodległości, za swoją działalność społeczną i zawodową, w szczególności za działalność pro publico bono i edukację młodzieży.
W czerwcu 2019 został finalistą Rankingu kancelarii prawniczych 2019: najlepsi specjaliści na rynku organizowanego przez dziennik „Rzeczpospolita” jednocześnie jako prawnik rekomendowany w dwóch kategoriach: Prawo karne dla biznesu oraz Technologie, media, telekomunikacja.
W styczniu 2020 znalazł się w Rankingu 50 najbardziej wpływowych prawników w Polsce przygotowywanym przez dziennikarzy „Dziennika Gazety Prawnej”.
W Rankingu kancelarii prawniczych 2020: najlepsi specjaliści na rynku organizowanym przez dziennik „Rzeczpospolita” został wskazany jako Prawnik Lider w kategorii: Prawo karne dla biznesu, a także jako prawnik rekomendowany w kategorii: Technologie, media, telekomunikacja.
W czerwcu 2021 w Rankingu kancelarii prawniczych 2021 organizowanym przez dziennik „Rzeczpospolita” został wskazany jako najlepszy specjalista jednocześnie w dwóch kategoriach: Prawo karne dla biznesu, a także Media i telekomunikacja.
W lutym 2022 po raz drugi znalazł się w Rankingu 50 najbardziej wpływowych prawników w Polsce przygotowywanym przez dziennikarzy „Dziennika Gazety Prawnej".
W czerwcu 2022 w Rankingu kancelarii prawniczych 2022 organizowanym przez dziennik „Rzeczpospolita” został ponownie wskazany jako najlepszy specjalista w Polsce jednocześnie w dwóch kategoriach: Prawo karne dla biznesu, a także Media i telekomunikacja.
W marcu 2023 po raz trzeci znalazł się w Rankingu 50 najbardziej wpływowych prawników w Polsce przygotowywanym przez dziennikarzy „Dziennika Gazety Prawnej”.
W czerwcu 2023 r. w Rankingu kancelarii prawniczych 2023 organizowanym przez dziennik „Rzeczpospolita” został ponownie wskazany jako najlepszy specjalista w Polsce jednocześnie w dwóch kategoriach: Prawo karne dla biznesu, a także TMT (IT, Media i Telekomunikacja). 
We wrześniu 2023 r. wskazany jako lider międzynarodowego rankingu „WWL – Who is Who Legal” w kategorii Business Crime Defence: Individuals.
W grudniu 2023 r. nagrodzony w rankingu "Najcenniejsi prawnicy" według magazynu Gentleman.  
W czerwcu 2024 r. w Rankingu kancelarii prawniczych 2024 organizowanym przez dziennik „Rzeczpospolita” został ponownie wskazany jako najlepszy specjalista w Polsce jednocześnie w dwóch kategoriach: Prawo karne dla biznesu, a także TMT (IT, Media i Telekomunikacja).